# Кречково
Кречково — деревня в Грязовецком районе Вологодской области.
Входит в состав Юровского муниципального образования, с точки зрения административно-территориального деления — в Покровский сельсовет.
Расстояние до районного центра Грязовца по автодороге — 24 км, до центра муниципального образования Юрово по прямой — 16 км. Ближайшие населённые пункты — Заречье, Старово, Желоминино.
По данным переписи в 2002 году постоянного населения не было.